# Lista de campeãs do carnaval de Esteio
Lista de campeãs do carnaval de Esteio.
| Ano                                                                                     | Escola                                   | Enredo                                                                                     | Ref.              |
| --------------------------------------------------------------------------------------- | ---------------------------------------- | ------------------------------------------------------------------------------------------ | ----------------- |
| 2003                                                                                    | Mocidade Independente do Jardim Planalto |                                                                                            |                   |
| 2004                                                                                    | Mocidade Independente do Jardim Planalto | Cana de açúcar                                                                             | [ 1 ]             |
| 2005                                                                                    | Salgueiro                                |                                                                                            | [ 2 ]             |
| 2006                                                                                    | Unidos do Viradouro                      | Da escravidão à liberdade, liberdade?.                                                     | [ 3 ]             |
| 2007                                                                                    | Unidos do Viradouro                      | Energia, luz, ouro negro! O homem, a sabedoria...dádiva suprema.                           | [ 3 ]             |
| 2008                                                                                    | Salgueiro                                | Cain-gang: a lenda do fogo.                                                                | [ 4 ]             |
| 2009                                                                                    | Unidos do Viradouro                      | A Expointer é daqui, é o Rio Grande de braços abertos para o mundo.                        | [ 5 ]             |
| 2010                                                                                    | Unidos do Viradouro                      | A viagem encantada em um mundo de sonho: a Viradouro faz da fantasia a realidade.          | [ 6 ]             |
| 2011                                                                                    | Salgueiro                                |                                                                                            | [ 7 ]             |
| Desfile sem concurso para escolas em 2012 e 2013, disputa apenas entre blocos.          |                                          |                                                                                            |                   |
| 2014                                                                                    | Mocidade Independente do Jardim Planalto | História das Artes                                                                         | [ 8 ] [ 9 ] [ 1 ] |
| Desfile sem concurso para escolas em 2015, 2016 e 2017.                                 |                                          |                                                                                            |                   |
| 2018                                                                                    | Mocidade Independente do Jardim Planalto | Monteiro Lobato e a Mocidade pintam o Sítio do Pica-Pau Amarelo.                           | [ 10 ] [ 11 ]     |
| 2019                                                                                    | Negritude                                | Negritude Retrata a História de Zumbi... Pela Liberdade Entrego Minha Vida!                | [ 12 ]            |
| 2020                                                                                    | Negritude                                | Numa viagem fascinante, Negritude vem contar o que a Bahia tem                             | [ 13 ]            |
| Os desfiles do Carnaval de 2021 e 2022, foram cancelados devido a pandemia de Covid-19. |                                          |                                                                                            |                   |
| 2023                                                                                    | Negritude                                | No Forró da Emoção, Negritude Arrata-pé com Luiz Gonzaga, o Rei do Baião                   | [ 14 ]            |
| 2024                                                                                    | Negritude                                | Zumbi dos Palmares, um guerreiro na luta contra a escravidão                               | [ 15 ]            |
| 2025                                                                                    | Salgueiro                                | Salgueiro é ébano da cor e essência. De punho cerrado, exalta a marcha das mulheres negras | [ 16 ]            |

| Ano                                                                      | Bloco               | Ref.        |
| ------------------------------------------------------------------------ | ------------------- | ----------- |
| 2009                                                                     | Unir Raças          | [ 5 ]       |
| 2011                                                                     | Unidos da Vila Nova | [ 17 ]      |
| 2012                                                                     | Unidos da Vila Nova | [ 18 ]      |
| 2013                                                                     | Bloco Negritude     | [ 19 ]      |
| 2014                                                                     | Bloco da Dinda      | [ 8 ] [ 9 ] |
| Não houve concurso para blocos em 2015 e 2016.                           |                     |             |
| 2017                                                                     | Bloco Negritude     | [ 20 ]      |
| 2018                                                                     | Tom do Samba        | [ 11 ]      |
| 2019                                                                     | Tom do Samba        | [ 12 ]      |
| 2020                                                                     | Tom do Samba        | [ 13 ]      |
| Não houve desfiles em 2021 e 2022. Em 2023 não houve concurso de blocos. |                     |             |
| 2024                                                                     | Princesa Africana   | [ 21 ]      |
| 2025                                                                     | Princesa Africana   | [ 22 ]      |